# シュガシュガルーン
『シュガシュガルーン』（Sugar Sugar Rune）は、講談社の少女漫画雑誌「なかよし」に、2003年9月号から2007年5月号まで連載された安野モヨコによる魔女ファンタジー漫画作品。第29回講談社漫画賞児童部門受賞作品。2006年12月時点で累計部数は120万部を突破している。
2005年7月2日から2006年6月24日までテレビ東京系でテレビアニメ化された。放送時間は毎週土曜 7:00 - 7:30（この時間はテレビ東京基準であり、地域によって異なる）。また、AT-XやキッズステーションにおいてCS放送もされた。
2025年7月4日にJAPAN EXPO2025にて前日譚にあたるスタジオカラー制作の新作短編アニメが発表された。

## あらすじ
魔界に住む2人の少女、ショコラとバニラ。親友でもあり、魔界の次期女王（クイーン）候補のライバルの関係にある2人は人間のハート（ = 自分への想いの結晶）をより多く集めるという、クイーンになる試験のため人間界へやってくる。
しかし人間界に行ってみると、魔界ではバニラよりモテたショコラがバニラに逆転された上に、謎の少年ピエールに一目惚れ。奪われたら死を意味する唯一無二の魔女のハート。ショコラはそれを守ることができるのか? そしてクイーン試験の結末は……?

## 登場人物
声はぴえろ版/カラー版の声優。

### 魔界
ショコラ＝メイユール (Chocolat Meilleure)
声 - 松本まりか / 小橋美憂
本作の主人公。現女王キャンディと共に女王試験を受けた伝説の魔女シナモンの娘。緑の目を持ち、歳は人間でいうと10歳、身長は153cm。体重は39kg。人間界では「加藤ショコラ（かとう ショコラ）」と名乗り私立萌黄学園初等部第5学年にバニラと共に入学する（クラスは別だが、アニメでは一緒のクラス）。
誕生日は8月13日。勝気で明朗な性格の持ち主で、普通人間の女の子が恐がる虫、蛇、カエルもへっちゃら。一人称は「あたし」だが、原作の第一話で「オレ」と発言しているコマがある。座右の銘（口癖）は「ぶっとばす!」。趣味はカエルとりとクモ人間ごっこ。特技は巨大グモを一人で倒すこと（小さい頃バニラと2人でいた時、ドラゴンに襲われバニラを守るためドラゴンをやっつけたこともある）。魔界では岬の先にあるサントル校に通っていた。
後に魔界人でノアール（後述）を浄化できる『浄化する者（フィルトレ）』であることが判明。さらにポワーヴルの証言で、彼女の父親はグラース (Glacé)（声 - 小西大樹）であることが発覚。グラースをピエールと共に倒した後記憶を失ったが、30年（人間界の時間に換算すると）間の間に全て回復。ピエールと両思いになり、深紅のハートを交換した後、2人でバニラを祝福しに行った。
アニメ版では記憶を失わず、バニラが次期女王に決まった話を辞退したことでクイーンになることが決まった。そして次期女王になる勉強が必要と言われたが、人間界でまだやりたいことがたくさんあると言い、またすぐに人間界で生活を始めた。また、ハートを手に入れる目的で人語をしゃべる猫に姿を変えたこともある。
名前はフランス語のChocolat（ナワトル語Xocolatl）に由来する。また、加藤ショコラはガトーショコラをモチーフにしている。
バニラ＝ミュー (Vanilla Mieux)
声 - 井端珠里 / 近貞月乃
ショコラの親友で、ライバルでもある。一族は代々名門で現女王キャンディの娘。歳は人間でいうと10歳、身長150cm。人間界では「愛須バニラ（あいす バニラ）」と名乗る。
誕生日は5月10日。ショコラとは対照的に少し泣き虫だが、堅実で優しくナイーブな性格。庭の雑草取りをするなど、まめな所もある。趣味はお菓子作りで、本人はケーキ屋になると言っていた。母に愛されていないという思い込みからピエールに付け入られ、自分を闇の魔法使いオグルの娘だと信じ込んでしまい、「黒の姫（ノアール・プリンセス）」となりショコラと敵対するが、後にショコラの持つフィルトレの能力によって元に戻った。ショコラと同じく学校でも耳飾（ピアス?）をしているが、それが咎められたことはない。後に女王キャンディの後を継ぎ女王に即位、ウーと両思いになる。
アニメ版では、魔界の未来のためとして次期女王になることを辞退し、その座をショコラに譲っている。そして、ショコラと共にまた人間界で生活を始めている。
愛須バニラはバニラアイスをモチーフにしている。
ロッキンロビン (Rockin' Robin)
声 - 津田健次郎
ショコラとバニラの教官兼保護者。誕生日は11月7日。身長188cm。凄腕の魔法使いであり、人間界では売れっ子ロックスターを務め出演したCMがテレビで流されている。しかし、性格はナルシスト。歳は6800歳と当人は言っている。特技は女を泣き止ませることで、女付き合いが派手。グラースが復活した際、ショコラとアンブルを守るために刺し違えてグラースに攻撃したが、グラースの黒の雷に胸を撃ち抜かれて死亡した。
ピエール (Pierre)
声 -小西遼生
ショコラたちが通っている萌黄学園のモテモテの美少年。歳は14歳、誕生日は1月27日。身長は170cm。中等部の生徒会長を務めているが、どこか影のある存在。フルネーム（作品では真実の名）は「ピエール・タンペート・ド・ネージュ (Pierre Tempête de Neige)」。
正体はショコラたちの属する王国（ロワイヨーム）と敵対する闇の魔法使いオグル。小さい頃にオグルに誘拐されオグルの修行を積み、オグルの王子として人間界に送り込まれ、人間界にいるオグル達を束ねる。最初はショコラからハートを奪って殺そうとするが、徐々に惹かれ合い相思相愛の仲となる。だが同時に、オグルの王子という立場が彼を悩ますこととなる。グラースに瓜二つの容姿であるが、グラースにかけられた封印を解くことができないことから、血族ではない。オグルからは「夜の王子」とも呼ばれる。人参が嫌い。寝る時は全裸になるそうである。実は子供の頃ショコラとよく遊んでいた。最後はショコラと両思いになり深紅のハートを交換する。
アニメ版では、グラースに体をのっとられたがショコラによって、助けられている。アニメでもショコラと両思いになっているが、深紅のハートを交換する話は無い。また人間界で今までのように生活をし、ピンクやオレンジなど、ノアール以外のハートを集めているようである。
デューク (Duke)
声 - 八十田勇一
ショコラに仕える使い魔。赤黒縞模様のカエルで、だらしなく頼りない性格。語尾に「…ケロ」を付ける。年齢は人間でいうと30歳。趣味は踊りでアイドル歌手になる夢を持つ。ピエールに「貴方は…」と言われるなど、実は正体に謎がある。
その正体はポワーヴル＝メイユール。すぐれた魔法使いでシナモン＝メイユールの弟。すなわちショコラの叔父にあたる。なお、ポワーヴルの存在はアニメでは語られていない（人間の姿で一度登場したがデュークとは明かされていない）。また、人間になった時は普段のおっちょこちょいさは消え、ショコラに対して鋭いツッコミを入れることが多くなっている。
ブランカ (Blanca)
声 - 横山智佐
バニラに仕える白いハツカネズミ。語尾に「…でちゅー」を付ける。ショコラに「ねずみの使い魔」と言われた時は、「ねずみではない、はつかねずみでちゅー」と否定している。ショコラに対しては反抗的で、バニラのライバルにあたるために敵視しているのか、イヤミっぽく毒舌。おしゃれが趣味で美容師免許所持者。バニラがオグルになった時も側を離れなかった（その時は額にある星型の模様が白から黒へと変化していた）。
その正体はリュビ。魔界ではモテモテの美容師だったが、人間に恋をしたため、ねずみの使い魔にされてしまった（当時ショコラはブランカの正体をおばさん、デュークはオカマだと思っていた）。アニメでは、ある人物に恋をし、その人物の店に人間の姿になって入ったことがあるが、リュビの存在はアニメでは語られていない。人間時は普段よりもややクールな性格になる。
セルヌノス (Cernunnos)
ピエールの飼っている猫。正体はショコラの母親であるシナモン。詳細は下記を参照。
シナモン＝メイユール (Cinnamon Meilleure)
声 - 雨蘭咲木子
伝説の魔法使いで、ショコラの母。6月20日生まれの双子座。167cm。特技は会って5分で男を跪かせること。苦手なものはホワホワした可愛らしい動物。女王試験の当時からキャンディとは親友同士でライバル関係にあった。
死んだと伝えられているが、ショコラに渡されたシナモンの日記（手帳）には「人間界に来て2年で話し合いによって女王の座をキャンディに譲り、自分達の代でオグルとの戦いを終わらせるために氷雪の貴公子・グラースの元に向う」と記してあった。数少ないフィルトレ（浄化する者）でもある。ショコラがグラースを倒した時、「やっとひとつになれる」といい、グラースと共に消えていった。
アニメ版では生き残っており、ショコラの即位を見届けた後、またオグルの地へ戻っている。
キャンディ＝ミュー (Queen Candy Mieux)
声 - 島本須美
現在の女王で、バニラの母。4月8日生まれの牡羊座。165cm。趣味はハープの演奏。苦手なものは特にない（敢えて言うと「苦しみの心」）。シナモンとの女王試験で勝ち、女王の地位についている。現在はオグルとの和平を推進している。ショコラにハートを送るため、精霊の姿になり力を届けるが、グラースの攻撃により力尽きた。
アニメではシナモン同様生き残っており、ショコラの即位式の時、ショコラが人間界に行きたいと言った際、またバニラと共に人間界へ行くことを許可している。
コルヌ＝メイユール (Corne Meilleure)
声 - 岩崎征実
ショコラの母方の祖父。年齢は8,000歳。魔界の宮殿に勤めているらしい。実の親がいないショコラに厳しく教育しており、ショコラが苦手としている数少ない人物。昔、ショコラによって盆栽に魔法をかけられて全滅させられたことがある。特技は宇宙空間に行っても死なないこと。
ウー (Houx)
声 - 木村良平
ショコラたちの幼馴染みで、フタゴ（彼ら曰く「俺たち」）の森の番人。6月6日生まれの双子座。165cm。
ショコラのナイトをするために人間界に来た。人間界ではショコラの従兄弟ということになっている。たき火占いが得意。暑さに弱い。ハーブ・薬草集めが趣味。髪の色・目の色は鳶色。温厚で優しい性格。ショコラのことが好きだったが、話の終盤ではバニラに想いを寄せている｡
ソール (Saule)
声 - 岩橋直哉
ショコラたちの幼馴染みで、フタゴ（俺たち）の森の番人。ウーとは双子の兄弟。6月6日生まれの双子座。165cm。
ウーと一緒にショコラたちを守るため騎士として人間界にやってくる。空を早く飛ぶのと笛をふくことが得意。寒さに弱い。髪の毛・目の色は藍色。男らしくやんちゃな性格。ショコラのことが好き。
モカ (Mocha)
声 - 宍戸留美
長い黒髪を持った魔界のショコラの女友達。両親はアツアツで、父親は元老院に入っている。
アナナ & シトロン (Anana & Citron)
声 - 仲井絵里香（アナナ）、細野雅世（シトロン）
魔界のショコラの女友達。バニラに敵愾心を持っている。
グラシエ大尉 (Captain Glacier)
声 - 前田剛
親衛隊の1人で魔界の宮殿の警備隊長を務める魔法使い。誕生日は2月26日。190cm。ロッキンロビンとは昔からの顔なじみで、魔法の腕はロビンと肩を並べるほど。趣味はチェス。使い魔は銀色のタカ。
作者曰く『現実にいたら付き合いたいと思っているキャラクター』である。
大地の魔女アンブル (Ombre)
声 - 宍戸留美
ココアの砂漠に住む魔女。見た目は10代の美少女だが、実際はかなりの歳で偏屈（ショコラ談）。だが基本的にはいい人で、ショコラにハート（エクル）の大切さを教える。ロビンと昔付き合っていたことがあるが、別れた（アンブルによると、理由は「アホだから」）。ロビンが告白した唯一の女性であるが、現在のロビンは彼女を苦手としている。特技は機械を作ること。
ワッフル (waffle)
声 - 齋藤彩夏
アニメオリジナルキャラクター。ウーのことが大好き。

### 人間界
御門 アキラ（みかど アキラ）
声 - 菊池こころ
ショコラたちが初めて人間界にやってきた所を目撃した少年。良きクラスメイト。
誕生日は12月5日。星座は射手座。歳は10歳。身長は158cm。家族は留守がちの父と飼い犬のひろし。宇宙に興味があり、趣味は天体観測。宇宙人の存在を信じており、初対面ではショコラに対して「お前宇宙人だろ…」と真顔で質問した。特技は写真を合成することと駅の名前を覚えること。つかず離れずでショコラを思いやる一面も。
原作の最終話では30年以上の時が流れた人間界で成長して父親となったアキラと少年時代の自分とよく似た息子が登場しており、アキラが初めて人間界にやってきたショコラたちを目撃したように息子が人間界へ再び舞い降りたショコラとピエールを目撃している場面で物語が幕を閉じる。
坂本 ミハル（さかもと ミハル）
声 - 竹内順子
アキラの従兄弟。歳は4歳。身長は108cm。ショコラのことが好き。母親はアキラの父親の妹でカメラマン。特技は『梅ケンサンバ』。
三村 潤（みむら じゅん）
声 - 三橋加奈子
ショコラのクラスメイトの少年。誕生日は10月12日。星座は天秤座。身長は158cm。悪ガキっぽい性格。特技はスカートめくり。ショコラのスカートをめくろうとしたが、逆に怒りを買ってしまい、ショコラにズボンのベルトをはずされ大恥をかいた。石鹸の臭いに弱い。
杉山 タイジ（すぎやま タイジ）
声 - 國立幸
ショコラのクラスメイトの少年。誕生日は11月18日。星座は蠍座。身長は156cm。三村とは気があうためか仲がいい。特技はチェロだが、演奏は上手ではない。女子が苦手だが、ショコラとはよく話しているところが見られる｡
西谷 始（にしたに はじめ）
声 - 中川玲
ショコラのクラスメイトの少年。ショコラに好意を持っている。新聞部部長。趣味はコイン集めと写真と調査。
森田 ケンジ（もりた ケンジ）
声 - 斎賀みつき
サッカー部。ショコラのおかげで両思いだったマユと付き合っている。
有坂 棗（ありさか なつめ）
声 - 花村怜美
人間界のショコラの女友達。街はずれの大きい屋敷に住んでいる。
石田 マユ（いしだ マユ）
声 - 樹元オリエ
人間界のショコラの女友達。大人しいお姫様タイプ。ショコラのおかげでクラスメイトの森田と付き合い始める。
ナナコ＝ウォルシュ
声 - 伊瀬茉莉也
人間界のショコラの女友達。家族仲が良く、明るく優しい性格の持ち主。
沢村 桃子（さわむら ももこ）
声 - 大谷美貴
人間界のショコラの女友達。男子からももマンと呼ばれている。趣味は占い。クラスメイトのタイジのことが好き。

## 用語解説
魔界
ショコラたち魔女や魔法使いが住む世界。かつて人間界を抜け出した6人の魔女たち（と歴史から消された魔法使い、氷雪の貴公子グラース）がこの世界を創った。王国（ロワイヨーム）がその大半を統治している。辺境にはオグル達の住む裏側の国がある。魔界の月はオレンジ色で空は薄紫、雲はお菓子でできており、ピンク色が多い。王国の主要な地域としては女王の住まう宮殿（パレ）、元老院、紫の街（ヴィル・ヴィオレ）がある中央、辺境にジンジャー村があり、裏側の国との境目にはココア色の「ココアの砂漠」がある。住人はとがった耳と八重歯を持ち、寿命が長く年を取りにくいがそれ以外の姿形などは人間と大差ない。魔界の1日は人間界の約10日。人間界とは「チョコの大鍋」や「月の扉」（三日月の黒い部分が入り口）のような固定された通路や「忘れられた通路」などの移動する不安定な通路によって結ばれている。固定された通路は王国によって見張られており、オグルたちは不安定な通路を使って人間界に入り込んでいる。魔界ではわざと憎まれ口を言うのがあいさつで、気が強くて我侭でちょっと意地悪で恐いもの知らずの女の子（つまりショコラのような子）がモテる。魔界では住人たちは、ほぼ無制限（個人の力量にもよるが）に魔法を使えるが、人間界に来ると魔法がうまく使えず、呪文を唱えたり、杖などのアイテムに頼らなければならない。
オグル
王国と敵対する魔女、魔法使いの総称。上位の者は人間の姿をしているが、下位の者たちは奇怪な姿をしている。ほとんどが氷雪の貴公子グラースの子孫たち。後にグラースがショコラの父親で、「オグルの子」はバニラではなくショコラであることが判明する。グラースは7人の魔女と魔法使いによって魔界が創設された時、創成期にいた唯一の魔法使いで、6人の魔女達の夫で事実上の王だったが、彼に疑念を抱いた6人の魔女（妻）たちに裏切られ幽閉され、子孫たちも毒の川が流れ、虫が這いずり大型の肉食獣のうろつく荒地に追いやられた。以来彼らは王国を憎み、血統を根拠に王国の正当な後継者を名乗り、王国と敵対してきた。しかし、王国の住人と比べると数は少なく、王国との正面衝突を避け、魔界では魔界人の拉致、人間界ではノアール（黒いハート、嫉妬等の悪意の塊。noirはフランス語で「黒」を意味する）の回収等を行っている。
魔界人
オグルではない王国の住人を指す言葉。オグルの他は使用していない。
ハート
人間が持っている思いを結晶化した物。ハートは魔界に送られエクルに変えられ、魔界を支える様々なエネルギー（照明等）と貨幣になる。魔界にあったエクルは枯渇し、今は主に人間界から供給されている。人間のハートはエネルギーも強く、何回でも手に入れられるからである。ハートを手に入れるため何人かの魔女、魔法使いが有名人として人間界に滞在している。形はハート型だが人間の感情によって様々な色がある。黄色はびっくりした時、オレンジ色は一目ぼれした時、緑は友を思う時、青は尊敬の気持ちを持った時、ピンクは誰かに恋心を抱いた時、紫はセクシーな欲望を抱いた時、真紅は情熱的な愛、そして漆黒は妬みを持った時に人間の胸に現れる。胸にある時は魔法使い・魔女にしか見えず、魔法を使わないと取り出せない。取り出された後は人間にも見え触ることができる。人間はハートをいくつも持っているが、魔女・魔法使いは1つしか持てず、命そのものである。もし、恋をしたら相手が人間やオグルであってもハートを差し出さなければならないが、その場合差し出した魔女・魔法使いは裁判にかけられて、カエル、ヘビ、ネズミ等の動物に変えられ、1,000年間闇をさまよわなければならない。魔界人同士で結婚する時には夫婦はそれぞれのハートを交換し、相手に自分の命を委ねる。もしも、相手がその誓いを破った場合破った者は死に、永遠に闇を放浪することになる。ゆえに魔界では結婚はあまり行われない。
エクル
魔界で使われている貨幣及び魔界で使われているハートを変えたエネルギーの単位。
フィルトレ（浄化する者）
ノアール（黒いハート）を無害なハートに変えることのできる能力を持つ魔界人のこと。魔界人にとってノアールはエクルに変えられず、触れれば死ぬか、オグルと化してしまうが、稀にノアールを浄化し、純粋を表す白いハートに変えることができる者がおり、それを「フィルトレ」と呼ぶ。フィルトレが作り出す白いハートは、使い魔を元の姿に戻すことができる。今のところ作中にはショコラと、その亡き母であるシナモンしかフィルトレは登場していない。またブランカによるとこの能力は遺伝しないらしい。

## 書誌情報
- 安野モヨコ 『シュガシュガルーン』 講談社〈KCデラックス〉、全8巻
  1. 2004年3月25日発売[2]、ISBN 4-06-334859-8
  2. 2004年10月21日発売[3]、ISBN 4-06-334930-6
  3. 2005年5月19日発売[4]、ISBN 4-06-372014-4
  4. 2005年10月12日発売[5]、ISBN 4-06-372077-2
  5. 2006年2月10日発売[6]、ISBN 4-06-372129-9
  6. 2006年7月13日発売[7]、ISBN 4-06-372166-3
  7. 2006年12月28日発売[8]、ISBN 4-06-372246-5
  8. 2007年9月13日発売[9]、ISBN 978-4-06-372316-8
    - 「特装版」同日発売[10]、ISBN 978-4-06-362088-7

## アニメ

### スタッフ
- 原作 - 安野モヨコ（講談社刊「月刊なかよし」連載）
- 監督 - ユキヒロマツシタ
- シリーズ構成 - 吉田玲子
- キャラクターデザイン - 大竹紀子
- ゲストキャラクターデザイン - 杉藤さゆり
- 魔界アートコンセプト - 荒牧伸志
- プロップデザイン - 大畑晃一、宇田整司
- 美術監督 - 一色美緒
- 色彩設計 - いわみみか。
- 撮影監督 - 折笠裕子
- 編集 - 松村正宏
- ビデオ編集 - IMAGICA
- 音響監督 - 平光琢也
- 音楽 - 福田康文、小西康陽、蓑部雄崇、佐々木朋子
- プロデューサー - 小林教子、片岡義朗、萩野賢
- アニメーション制作 - studioぴえろ
- 製作 - テレビ東京、マーベラスエンターテイメント

### 主題歌
オープニングテーマ
「ショコラに夢中」
作詞 - 安野モヨコ / 作曲・編曲 - 小西康陽 / 歌 - 野本かりあ
フランスのポピュラー音楽「夢見るシャンソン人形」をモチーフとしている。
エンディングテーマ
「月の向こうの世界」（ルーン1 - ルーン29）
作詞 - 安野モヨコ / 作曲・編曲 - 小西康陽 / 歌 - 野本かりあ
「デート☆デート」（ルーン30 - ルーン51）
作詞 - 安野モヨコ / 作曲・編曲 - 小西康陽 / 歌 - ショコラ&バニラ（松本まりか、井端珠里）

### 各話リスト
| 話数     | サブタイトル                         | 脚本       | 絵コンテ         | 演出             | 作画監督                                  | 放送日        |
| -------- | ------------------------------------ | ---------- | ---------------- | ---------------- | ----------------------------------------- | ------------- |
| ルーン1  | チョコとハートの流れ星               | 吉田玲子   | ユキヒロマツシタ | ユキヒロマツシタ | 大竹紀子                                  | 2005年 7月2日 |
| ルーン2  | かえるとねずみのラブバトル           | 吉田玲子   | 今千秋           | 今千秋           | 大西貴子                                  | 7月9日        |
| ルーン3  | 新聞部とつげきインタビュー           | 金春智子   | よしもときんじ   | 耶馬たかし       | Kim Yoon-Joung                            | 7月16日       |
| ルーン4  | 魔法のリップは恋の予感               | 高橋ナツコ | 津之田三蔵       | 岡嶋国敏         | 車光琉                                    | 7月23日       |
| ルーン5  | ドキドキハラハラ!! 家庭訪問          | 長谷見沙貴 | 美幌馬勇         | 清水明           | 山本佐和子                                | 7月30日       |
| ルーン6  | ハートを狙え! 恋のフェンシング       | 池田眞美子 | 岩永彰           | 篠崎康行         | 高木信一郎                                | 8月6日        |
| ルーン7  | ショコラ女王候補失格!?               | 金春智子   | ユキヒロマツシタ | 今千秋           | 大西貴子                                  | 8月13日       |
| ルーン8  | レディな気分のバカンスデート         | 吉田玲子   | 今千秋           | 富田浩章         | 中澤勇一 吉田徹                           | 8月20日       |
| ルーン9  | 緑のハートがくれたもの               | 高橋ナツコ | 岩永彰           | 松本マサユキ     | Kim Yoon-Joung                            | 8月27日       |
| ルーン10 | ロビンに学べ! ラブラブ大作戦         | 池田眞美子 | ユキヒロマツシタ | 岡嶋国敏         | 車光琉                                    | 9月3日        |
| ルーン11 | 恋より大切!? 友情魔法                | 丸尾みほ   | 阿部雅司         | 清水明           | 山本佐和子                                | 9月10日       |
| ルーン12 | ショコラ、ネコになる                 | 長谷見沙貴 | 篠崎康行         | 篠崎康行         | Jung Young-Hee                            | 9月17日       |
| ルーン13 | 輝けハート! 女王候補試験             | 吉田玲子   | 今千秋           | 今千秋           | 大西貴子                                  | 9月24日       |
| ルーン14 | 魔法使いの転校生・ウーとソール       | 吉田玲子   | 津之田三蔵       | 松本マサユキ     | Kim Yoon-Joung 小野陽子                   | 10月1日       |
| ルーン15 | あべこべマカロンで大混乱!?           | 金春智子   | 岩永彰           | 佐藤光敏         | 服部憲知                                  | 10月8日       |
| ルーン16 | ショコラ、アイドルになる!            | 丸尾みほ   | 大畑晃一         | 岡嶋国敏         | 車光琉 昆冨美子                           | 10月15日      |
| ルーン17 | おじい襲来! 恋のダンス対決           | 池田眞美子 | 石田亨           | 清水明           | 山本佐和子                                | 10月22日      |
| ルーン18 | 超こわ! ハロウィン肝試し!?           | 高橋ナツコ | 岩永彰           | 篠崎康行         | Park Sang-Jin                             | 10月29日      |
| ルーン19 | 使い魔・ブランカのちっちゃな恋       | 吉村元希   | 今千秋           | 今千秋           | 大西貴子                                  | 11月5日       |
| ルーン20 | ショコラのピンチ? 可愛い魔女志願     | 丸尾みほ   | 佐伯昭志         | 佐伯昭志         | 貞方希久子                                | 11月12日      |
| ルーン21 | 魔法のティーカップは夢気分           | 長谷見沙貴 | ふくもとかん     | 松本マサユキ     | Kim Yoon-Joung                            | 11月19日      |
| ルーン22 | ショコラ&バニラ 恋の三角関係?        | 吉田玲子   | 須間雅人         | 岡嶋国敏         | 車光琉 鈴木奈都子                         | 11月26日      |
| ルーン23 | 走れ走れ! 友情リレー                 | 金春智子   | 阿部雅司         | 清水明           | 山本佐和子                                | 12月3日       |
| ルーン24 | バイバイ、ハートの髪飾り             | 高橋ナツコ | 須間雅人         | 篠崎康行         | Park Sang-Jin                             | 12月10日      |
| ルーン25 | ピエールの秘密、手帳の秘密           | 吉村元希   | 水本葉月         | 清水明           | 大西貴子                                  | 12月17日      |
| ルーン26 | クリスマスには恋するハート           | 丸尾みほ   | 熊澤祐嗣         | 熊澤祐嗣         | 菅野智之                                  | 12月24日      |
| ルーン27 | 小さなハート、まっ赤なハート         | 大久保昌弘 | 松本マサユキ     | 松本マサユキ     | Kim Yoon-Joung                            | 2006年 1月7日 |
| ルーン28 | 危ない! 水族館デート                 | 金春智子   | ユキヒロマツシタ | ユキヒロマツシタ | 杉藤さゆり 大竹紀子                       | 1月14日       |
| ルーン29 | 魔界創世記、オグルの秘密             | 丸尾みほ   | 須間雅人         | 清水明           | 小野陽子 大竹紀子                         | 1月21日       |
| ルーン30 | オグル宣戦布告! ハート工場危機一髪   | 吉田玲子   | 篠崎康行         | 篠崎康行         | 高木信一郎                                | 1月28日       |
| ルーン31 | お騒がせ魔女・ワッフル登場!          | 吉田玲子   | ユキヒロマツシタ | ユキヒロマツシタ | 山本佐和子、大西貴子 杉藤さゆり、小野陽子 | 2月4日        |
| ルーン32 | ショコラ、チョコに込めた想い         | 吉村元希   | 佐藤光敏         | 佐藤光敏         | 大塚美登理                                | 2月11日       |
| ルーン33 | 友情のハート、大切な想い             | 高橋ナツコ | 松本マサユキ     | 松本マサユキ     | Kim Yoon-Joung                            | 2月18日       |
| ルーン34 | ショコラとバニラと夢の星             | 丸尾みほ   | 熊澤祐嗣         | 清水明           | 徳倉栄一                                  | 2月25日       |
| ルーン35 | ワッフル、女王様になる               | 金春智子   | 須間雅人         | 篠崎康行         | 小野陽子                                  | 3月4日        |
| ルーン36 | おじいを止めろ! ばあやの㊙大作戦     | 長谷見沙貴 | 島崎奈々子       | 島崎奈々子       | 山本佐和子、杉藤さゆり 小野陽子           | 3月11日       |
| ルーン37 | 黒いハートとオグルの罠               | 吉田玲子   | 本多康之         | 本多康之         | 貞方希久子                                | 3月18日       |
| ルーン38 | ピエールの誘惑、引き裂かれた友情     | 吉村元希   | 金沢ひろみち     | 金沢ひろみち     | 大西貴子                                  | 3月25日       |
| ルーン39 | 誕生、オグルのクイーン               | 丸尾みほ   | ユキヒロマツシタ | ユキヒロマツシタ | 杉藤さゆり、大竹紀子 小野陽子             | 4月1日        |
| ルーン40 | 嫉妬の黒い針                         | 高橋ナツコ | 松本マサユキ     | 松本マサユキ     | Kim Yoon-Joung                            | 4月8日        |
| ルーン41 | バニラと対決! 秘密のスパイス         | 池田眞美子 | 篠崎康行         | 清水明           | 徳倉栄一                                  | 4月15日       |
| ルーン42 | ショコラとピエール、ふたりきりの冒険 | 吉田玲子   | 夕澄慶英         | 佐藤光敏         | 大塚美登理                                | 4月22日       |
| ルーン43 | ヴァルプルギスの夜への招待           | 大久保昌弘 | 島崎奈々子       | 島崎奈々子       | 遠藤裕一                                  | 4月29日       |
| ルーン44 | ママからのメッセージ                 | 吉村元希   | ユキヒロマツシタ | ユキヒロマツシタ | 杉藤さゆり、小野陽子 大竹紀子             | 5月6日        |
| ルーン45 | ピエールの策略、バニラのハート       | 丸尾みほ   | 篠崎康行         | 篠崎康行         | 藤井瞳 Jang Hee-Kyu                       | 5月13日       |
| ルーン46 | ココア砂漠の魔女・アンブル           | 池田眞美子 | 林有紀           | 清水明           | 大西貴子、杉藤さゆり 小野陽子、大竹紀子   | 5月20日       |
| ルーン47 | 凍った記憶、ピエールの過去           | 金春智子   | 石田亨           | 石倉賢一         | 山本佐和子                                | 5月27日       |
| ルーン48 | ノアールと友情の涙                   | 吉田玲子   | 金澤勝眞         | 佐藤光敏         | 大塚美登理                                | 6月3日        |
| ルーン49 | クイーン最終試験、開始               | 吉村元希   | 宮下新平         | 清水明           | 杉藤さゆり                                | 6月10日       |
| ルーン50 | ユニコーンからの課題、試される心     | 高橋ナツコ | 松本マサユキ     | 松本マサユキ     | Kim Yoon-Joung                            | 6月17日       |
| ルーン51 | 輝くハート・次期女王決定             | 吉田玲子   | ユキヒロマツシタ | ユキヒロマツシタ | 大竹紀子、杉藤さゆり 小野陽子             | 6月24日       |

## ゲーム
- シュガシュガルーン ハートがいっぱい!萌黄学園（2005年12月8日／バンダイ／ゲームボーイアドバンス）

男の子のハートを集めてクイーンを目指すアドベンチャーゲーム。
- シュガシュガルーン 恋もおしゃれもピックアップ!（2005年12月15日／バンダイ／PlayStation 2）

男の子のハートを集めてモテ魔女を目指すアドベンチャーゲーム。
- シュガシュガルーン クイーン試験は大パニック☆（2006年5月25日／バンダイナムコゲームス／ニンテンドーDS）

男の子からハートを集めてクイーン試験を戦うオリジナルストーリーのアクションゲーム。